# Aum Shinrikyo
Aleph (japoneză: アレフ), cunoscut anterior ca Aum Shinrikyo (japoneză: オウム真理教), este o mișcare religioasă nouă japoneză și un cult apocaliptic fondat în 1987 de Shoko Asahara. Gruparea a devenit cunoscută la nivel internațional după ce a organizat atacul terorist cu gaz sarin în metroul din Tokyo, în 1995, soldat cu victime multiple.
În 2007, Aum Shinrikyo s-a divizat în două facțiuni principale: Aleph și Hikari no Wa (Cercul Luminii). Ambele au fost supravegheate intens de autoritățile japoneze, care le consideră continuări ale aceluiași grup periculos. Ele au fost desemnate drept organizații teroriste sau „religii periculoase” în mai multe țări, inclusiv Rusia, Canada, Japonia, Franța, Kazahstan și Uniunea Europeană.
Agenția de Informații pentru Securitate Publică din Japonia a menținut supravegherea celor două facțiuni până în 2018, după ce instanțele au confirmat lipsa unor diferențe semnificative între ele. După arestarea și condamnarea membrilor săi în 2018, Shoko Asahara și șase adepți au fost executați ca pedeapsă pentru atacurile din 1995. Alte șase persoane au fost executate ulterior în aceeași lună.
În 2022, Departamentul de Stat al Statelor Unite a decatalogat organizația teroristă deoarece a considerat că grupul este în mare parte inactiv.